# Parco nazionale Cheile Bicazului - Hășmaș
Il parco nazionale Cheile Bicazului - Hășmaș (in romeno Parcul naţional Cheile Bicazului - Hășmaș) è un'area naturale protetta che si trova nel nord-est della Romania. Istituito nel 1990.